# Llista de clubs d'atletisme de Catalunya
Llista de clubs d'atletisme de Catalunya afiliats a la Federació Catalana d'Atletisme:
- Agrupació Atlètica Catalunya (UBAE)
- Agrupació Esportiva Santa Eulàlia
- Associació Atlètica Palamós
- Associació Atlètica de Tona
- Associació Catalana d'Atletes Veterans
- Associació Esportiva Blanc i Blau Pro-Seccions
- Associació Esportiva Martorell
- Associació Esportiva Sant Andreu de la Barca
- Centre Atlètic Laietània
- Centre Gimnàstic Barcelonès
- Club Atlètic Berga
- Club Atlètic Castellar
- Club Atlètic Espluguí
- Club Atlètic Granollers
- Club Atlètic Igualada
- Club Atlètic Manresa
- Club Atlètic Mollet
- Girona Costa Brava-Club Atlètic Palafrugell
- Club Atlètic Running
- Afisa - Club Athlètic Silenc
- Club Atlètic Vic
- Club Atletisme 100x100 Fondistes Tàrrega
- Club Atletisme Bikila Barcelona
- Club d'Atletisme Calella
- Club d'Atletisme Canaletes
- Club Atletisme Figueres
- Club Atletisme Gavà
- Club Atletisme Girona
- Club d'Atletisme J'arribu Saucony
- Club Medilast Sport Lleida Unió Atlètica
- Club d'Atletisme Nou Barris
- Club Atletisme Olesa
- Club d'Atletisme Parets
- Club Atletisme Sant Boi
- Club d'Atletisme Sant Celoni
- Club Atletisme Tarragona
- Club Atletisme Terres de l'Ebre
- Club Atletisme Valls d'Andorra
- Club Atletisme Viladecans
- Club Atletisme Victor Go!
- Club Atletisme Vilafranca
- Club Atletisme Vila-seca
- Club Esportiu California Sports
- Club Esportiu Fons Vilanova
- Club Esportiu La Seu Vella
- Club Esportiu Mediterrani
- Club Esportiu Universitari
- Club Esportiu Vilanova i la Geltrú
- Club Gimnàstic de Tarragona - FAAC
- Club Muntanyenc Sant Cugat
- Club Natació Banyoles
- Club Natació Catalunya
- Club Natació Olot
- Club Natació Reus Ploms
- Club Natació Sabadell
- Club Natació Terrassa
- Club Olímpic Manlleu
- Col·lectiu Atletes de Cardedeu
- Cornellà Atlètic
- Escola Esportiva Brafa
- FILA - Domingo Catalán Fondistes Club
- Fornàs Atlètic Club de Valls i l'Alt Camp
- Futbol Club Barcelona
- Grup Atletisme Lluïsos-Mataró
- Aquadiver - GEiE Gironí
- Grup Fondistes Blanes
- Joventut Atlètica d'Arbeca
- Joventut Atlètica Montcada
- Cerdanyola Atletisme i Triatló
- Joventut Atlètica Sabadell
- ISS l'Hospitalet Atletisme
- Pratenc AA
- Reus Deportiu
- Ripollet Unió Atlètica
- Runnersworld
- Societat Atlètica Corberà
- Unió Atlètica Barberà
- Unió Atlètica Montsià
- Unió Atlètica Rubí
- Unió Atlètica Terrassa
- Unió Colomenca d'Atletisme
- Unió Deportiva Torredembarra
- Unió Gimnàstica i Esportiva de Badalona